# Mikrotron MT25

Schematické znázornění mikrotronu.

Mikrotron MT25 je kruhový urychlovač elektronů umožňující změnou konfigurace urychlovat elektrony na požadovanou hodnotu. V případě Mikrotronu MT25 na až 25 MeV. Mikrotron se nachází v Praze, v bývalém protiatomovém krytu pod vrchem Vítkov.

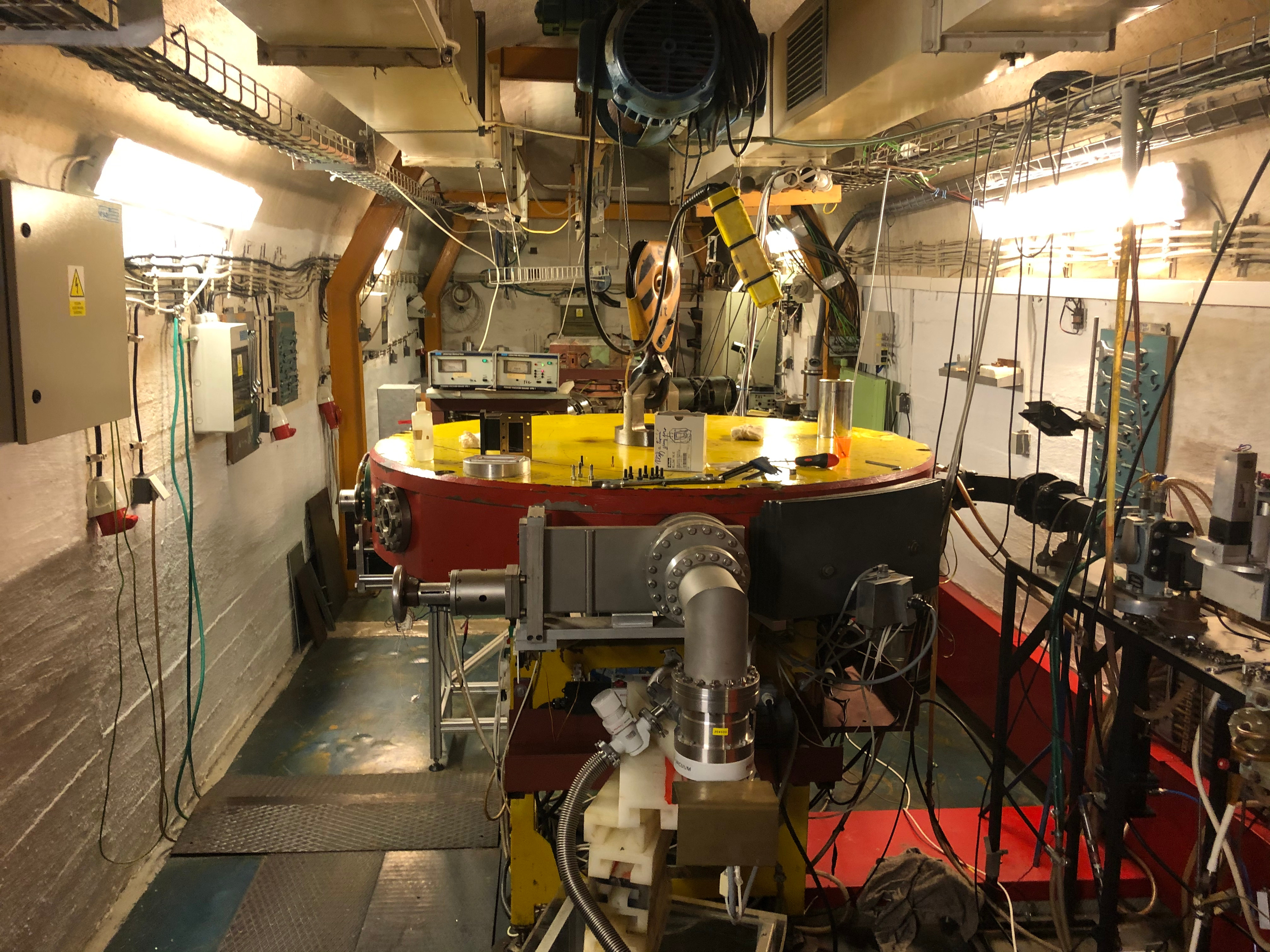
Mikrotron MT25.

## Princip funkce
Do kruhové kovové komory jsou přiváděny mikrovlny, které ve žhavém, napětím vybuzeném krystalu dutinového rezonátoru udělí elektronům ve valenčních sférách krystalu počáteční energii. Jelikož tělo komory tvoří pólové nástavce elektromagnetu, nabité částice poté vykonají v magnetickém poli elektromagnetu kruhový pohyb.
Elektrony se z krystalu uvolňují ve skupinách, anglicky nazývaných „bunch“. Zařízení je navrženo a frekvence příchozích mikrovln načasována tak, aby délka oběhu elektronů po kružnici byla násobkem vlnové délky přicházejícího magnetického záření. Díky tomu je elektronům opakovaně v každém oběhu předávána další energie, což způsobuje jejich přesun na vyšší orbitu s větším poloměrem kružnice.
Mikrotron MT25 umožňuje volbu několika vnitřních průměrů drah, a tedy i výstupních energií odstupňovaných po 1MeV krocích od 6 MeV do 25 MeV. Svazek elektronů je poté v určitou chvíli vyveden ven a nasměrován skrz další elektromagnety na konkrétní cíl. Tím může být fólie z luminoforního materiálu, která slouží pro kalibraci a zaměření svazku, či další materiály.
Materiál s velkým protonovým číslem způsobuje, že elektrony brzdí v coulombovském poli částic, do kterých narazí. Některé materiály (používá se například wolfram) jsou spočítány aby v nich elektrony zabrzdily úplně, a to tím, že vyrazí elektron z jádra, čímž vznikne díra, která se za emise fotonového gama záření zaplní jiným elektronem. Jiné materiály, například olovo či ochuzený uran, způsobují pak ještě další konverzi gama fotonů na neutrony (elektron má takovou energii, že u konkrétního materiálu vyrazí neutron z jádra).
Tímto jednoduchým principem je možné z jednoho zařízení dostat jak proud elektronů, tak i gama a neutronové záření.
Elektrony jsou monoenergetické, protože všechny ostatní jsou vyeliminovány, když v kruhových drahách vypadnou ze synchronizace urychlovaného „bunche“. Fotony mají energetické spektrum spojité.

## Historie
Projekt Mikrotronové laboratoře a tedy i Mikrotronu MT25 byl iniciován profesorem Čestmírem Šimáně z Fakulty jaderné a fyzikálně inženýrské (FJFI ČVUT). Stavba byla realizována v Československu mezi lety 1976–1980 ve spolupráci s odborníky Laboratoře jaderných reakcí Spojeného ústavu jaderných výzkumů v Dubně (LJAR SÚJV).
Mezi lety 2003–2005 byla provedena modernizace, zlepšující dlouhodobé provozní schopnosti a zvyšující střední svazek proudu elektronů.

## Využití
Mezi speciality Mikrotronu MT25 patří krátkodobá fotonová aktivační analýza, pomocí níž se dá zjišťovat obsah prvků v ozařovaném předmětu. Dále se využívá k ozařování například při testování elektroniky, v potravinářství, či ve výzkumném lékařství k vytváření biokompatibilních kloubních náhrad.